# Sindre Odberg Palm
Sindre Odberg Palm (* 27. Januar 1992) ist ein ehemaliger norwegischer Skilangläufer.

## Werdegang
Palm nahm von 2012 bis 2017 vorwiegend am Scandinavian Cup teil und erreichte dabei im Februar 2014 mit Rang fünf im Sprint von Madona und Platz acht im Sprint von Otepää seine ersten Top-10-Platzierungen und gab kurz darauf am 5. März 2014 sein Debüt im Skilanglauf-Weltcup in Drammen, wo er im Sprint Platz 57 belegte. Bei seinem nächsten Weltcupeinsatz im Januar 2015 in Otepää holte er mit Rang 25 im Sprint seine ersten und einzigen Weltcuppunkte. Im Februar 2015 gelangen ihm mit Rang fünf im Sprint in der klassischen Technik und Platz acht im Freistil-Sprint in Jõulumäe zwei weitere Top-10-Platzierungen im Scandinavian Cup. Bei seinem insgesamt dritten Weltcup-Sprint in Drammen im März 2015 belegte Palm Rang 43. Zu Beginn der Saison 2016/17 holte er in Lillehammer im Sprint seinen ersten und einzigen Sieg im Scandinavian Cup. Im Februar 2017 siegte er beim Engelbrektsloppet über 60 km klassisch. Letztmals im Weltcup startete er im März 2017 in Drammen, wobei er den 38. Platz im Sprint errang.

## Siege bei Continental-Cup-Rennen
| Nr. | Datum            | Ort         | Disziplin               | Serie            |
| --- | ---------------- | ----------- | ----------------------- | ---------------- |
| 1.  | 9. Dezember 2016 | Lillehammer | 1,5 km Sprint klassisch | Scandinavian Cup |